# Sodipodi
Sodipodi — свободный редактор векторной графики, предшественник Inkscape. Распространяется под лицензией GPL
Основной автор — Лаурис Каплинский (Lauris Kaplinski), ещё несколько человек внесли свой вклад в проект. Проект больше не находится в стадии активной разработки. В 2003 году был создан форк программы под названием Inkscape. Сам Sodipodi начинался как форк программы Gill, редактора векторной графики, написанного Рафом Левиеном (Raph Levien), и в его пике считался частью проекта GNOME Office.
Основной целью Sodipodi является создание удобного редактора векторной графики и инструмента рисования для художников. Хотя формат SVG является его основным форматом (включая некоторые расширения для хранения метаданных), он не предназначен для полной реализации стандарта SVG. Sodipodi предоставляет возможность импорта и экспорта данных в простой SVG, а также может экспортировать растровую графику в формате PNG. Пользовательский интерфейс Sodipodi представляет собой Single document interface, аналогичный интерфейсу программы GIMP.
В детской речи на эстонском языке Sodi Podi означает мешанина.
Версия Sodipodi доступна для Linux и Microsoft Windows.